# Hayabusa 1
|  | No s'ha de confondre amb Hayabusa 2. |

Hayabusa (はやぶさ, lit. "Falcó pelegrí") fou una nau espacial robòtica no tripulada desenvolupada per l'Agència Espacial Japonesa (JAXA) amb l'objectiu de retornar una mostra de material de l'asteroide proper a la Terra Itokawa a la Terra per ser analitzada. La nau Hayabusa, anteriorment anomenada MUSES-C (Mu Space Engineering Spacecraft C) fou llançada el 9 de maig de 2003 i va arribar a l'asteroide Itokawa a mitjans de setembre de 2005. Un cop allà, la sonda va romandre voltant l'asteroide per estudiar-ne la forma, rotació, topografia, color, composició, densitat i història. El novembre de 2005, la sonda va aterrar a l'asteroide i va recollir mostres en forma de petits granets de material asteroïdal. Les mostres van retornar a la Terra a bord de la sonda el 13 de juny de 2010.
La nau carregava també un mòdul d'aterratge, el MINERVA, el qual va ser expulsat de la sonda abans d'hora i no va assolir la superfície de l'asteroide.

## Importància científica de la missió
El coneixement actual sobre els asteroides depèn en gran part de les mostres de meteorit que arriben assoleixen la superfície terrestre, però aquests difícilment proporcionen informació sobre l'asteroide de què provenen. Mitjançant aquesta missió fou possible l'estudi d'una mostra verge d'un asteroide conegut i prèviament caracteritzat i classificat com a asteroide de tipus S(IV).
Un seguit d'anàlisis conclogué que les partícules provinents de l'asteroide són idèntiques a condrites ordinàries. La naturalesa dels asteroides de tipus S havia estat un debat obert fins llavors: alguns astrònoms suggerien que eren constituïts de condrita ordinària, i alguns altres suggerien que aquest tipus d'asteroides eren cossos diferenciats (mitjançant roques ígnies parcialment o totalment desfetes). El desconeixement de l'efecte de la meteorologia espacial en asteroides dificultava la comprensió de l'espectre dels asteroides condrítics o diferenciats exposats a micrometeorits i vent solar. La mostra retornada de l'Itokawa presenta una composició condrítica ordinària l'espectre del qual ha estat envermellit per la meteorologia espacial. Aquesta conclusió és evident també a través de l'estudi de 10 partícules retornades, la meitat de les quals presenten vores vidrioses (de 5 a 50 nm de gruix) que contenen nano-partícules de sulfur de ferro i ferro metàl·lic, efecte típic de l'actuació de la meteorologia espacial. L'anàlisi de gasos nobles en les partícules demostrà que aquestes foren exposades a l'espai des de la superfície de l'asteroide durant menys de 8 milions d'anys. L'equip científic de la missió suggereix que aquest curt temps d'exposició és indici d'un pèrdua constant de partícules a l'espai a través de petits impactes, a un ritme mitjançant el qual l'asteroide esdevindria un gra de pols en només un bilió d'anys (període relativament curt en l'escala temporal còsmica).